# Kleinothraupis
Kleinothraupis – rodzaj ptaków z rodziny tanagrowatych (Thraupidae).

## Występowanie
Rodzaj obejmuje gatunki występujące w Ameryce Południowej.

## Morfologia
Długość ciała 14–16 cm, masa ciała 14,5–26 g.

## Systematyka

### Etymologia
Nedra Kathryn Klein (1951–2001), amerykańska ornitolog; greckie θραυπις thraupis – niezidentyfikowany mały ptak, być może rodzaj jakiejś zięby, wspomniany przez Arystotelesa. W ornitologii thraupis oznacza ptaka z rodziny tanagrowatych.

### Podział systematyczny
Do rodzaju należą następujące gatunki:
- Kleinothraupis reyi (von Berlepsch, 1885) – zieleńczyk szarołbisty
- Kleinothraupis atropileus (Lafresnaye, 1842) – zieleńczyk czarnołbisty
- Kleinothraupis auricularis (Cabanis, 1873) – zieleńczyk białobrewy
- Kleinothraupis calophrys (P.L. Sclater & Salvin, 1876) – zieleńczyk złotobrewy
- Kleinothraupis parodii (Weske & Terborgh, 1974) – zieleńczyk stokowy